# 쿠로팔라테스
쿠로팔라테스(Kuropalates 또는, Curopalates)는 비잔티움 제국 시대 9세기~10세기 무렵 캅카스 이베리아의 왕족들에게 붙인 칭호이다. 쿠로팔라테스의 명칭은 유스티누스 2세때부터 사용되었다. 비잔틴 제국의 황제들은 외교를 위하여 외국의 군주들에게 품계를 부여했는데, 쿠로팔라테스는 카이사르(Caesar), 노빌리시무스(nobilissimus)와 함께 가장 높은 칭호로 불렸다.콘스탄티누스 7세의 의정서에는 조지아의 왕들이 2솔리두스의 금을 사용하여 "그리스도의 사랑을 받는 가장 존경받는 쿠로팔라테스인에게"라는 문장으로 시작하는 인장을 사용하도록 명시되어 있다.